# Watanabe Taiju
Watanabe Taiju (sinh ngày 16 tháng 2 năm 1996) là một cầu thủ bóng đá người Nhật Bản.

## Sự nghiệp câu lạc bộ
Watanabe Taiju hiện đang chơi cho Blaublitz Akita.